# Roland Gauch
Roland Gauch, né Saint-Salvadou (Aveyron) le 24 février 1924 et décédé le 13 mars 2005 à Toulouse, est un coureur motocycliste français des années 1950.

## Biographie
Roland Gauch se dirige vers une carrière de footballeur. À 23 ans, il doit devenir stagiaire à l'Olympique de Marseille[réf. nécessaire]. Mais il se blesse et se déchire les ligaments croisés. 
En 1949, c'est sur le circuit d'Albi, devant le spectacle offert par l'AJS Porcupine, que Roland découvre le monde de la course et se met en quête d'une moto. Ce sera une Velocette 350 KTT MK8, mais elle est chère. Son père, minotier à Saint-Salvadou, ne veut pas lui prêter l'argent « gratuitement ». Il travaillera un an au service de son père pour récolter la somme désirée[réf. nécessaire].
Roland Gauch obtient sa première victoire dès sa troisième course avec la Velocette. Il sera deux fois vice-champion de France en 1952 et 1956. Il participe à de nombreuses courses et se voit récompenser d'une quinzaine de Casque d'Or Veedol, une récompense offerte au premier Français dans des courses d'une certaine renommée.
Président du Moto Club Rouergat, Roland Gauch milite pour l'organisation d'un circuit de vitesse à Villefranche-de-Rouergue, près de Saint-Salvadou sa commune de naissance, et en 1951, le départ de la première course sur le Circuit de Farrou est donné.
Depuis ces années fastes, Roland n'a jamais quitté le monde de la moto, allant de démonstrations en Grands prix historiques, notamment des rétrospectives reconstituant les circuits des années 1950. C'est à l'âge de 79 ans que Roland arrête de piloter. Il décède en 2005 à l'âge de 81 ans et est enterré dans le cimetière de Saint-Salvadou.

## Palmarès
Voici les principaux classements obtenus par Rolland Gauch au cours de sa carrière de coureur motocycliste.

### 1950
|   | Date         | Circuit                             | Ville            | Position | Catégorie | Moto      |
| 1 | 4 juin       | 2e circuit de Moulins               | Moulins          | 1er      | 350 cm³   | Velocette |
| 2 | 18 juin      | 1er circuit des Salins              | Clermont-Ferrand | 1er      | 350 cm³   | Velocette |
| 3 | 30 juillet   | Circuit du Moto-Club Rochelais      | La Rochelle      | 1er      | 350 cm³   | Velocette |
| 4 | 10 septembre | 1er circuit motocycliste de Cadours | Cadours          | 1er      | 350 cm³   | Velocette |
| 5 | 23 septembre | Circuit de Périgueux                | Périgueux        | 3e       | 350 cm³   | Velocette |

### 1951
|   | Date      | Circuit                         | Ville            | Position | Catégorie | Moto       |
| 1 | 8 avril   | Grand Prix du Parc Borély       | Marseille        | 2e       | 350 cm³   | Velocette  |
| 2 | 27 mai    | 1er circuit des Salins          | Clermont-Ferrand | 1er      | 350 cm³   | Velocette  |
| 3 | 24 juin   | Circuit de Carcassonne          | Carcassonne      | 3e       | 350 cm³   | Velocette  |
| 4 | 8 juillet | Grand Prix de Rouen-Les-Essarts | Rouen            | 2e       | 500 cm³   | Moto-Guzzi |

### 1952
|   | Date     | Circuit                                   | Ville                    | Position | Catégorie | Moto      |
| 1 | 4 mai    | Circuit de Valence                        | Valence                  | 1er      | 350 cm³   | Velocette |
| 2 | 1er juin | 5e circuit de Bergerac                    | Bergerac                 | 2e       | 350 cm³   | Velocette |
| 3 | 17 août  | 2e circuit de Villefranche-de-Rouergue    | Villefranche-de-Rouergue | 3e       | 350 cm³   | Velocette |
| 4 | 24 août  | 4e circuit national motocycliste de Varen | Varen                    | 3e       | 350 cm³   | Velocette |
| 5 | 24 août  | 4e circuit national motocycliste de Varen | Varen                    | 1er      | 500 cm³   | Velocette |

### 1953
|   | Date    | Circuit                                   | Ville | Position | Catégorie | Moto      |
| 1 | 28 juin | 5e circuit national motocycliste de Varen | Varen | 1er      | 350 cm³   | Velocette |

### 1954
|   | Date       | Circuit                                   | Ville            | Position | Catégorie | Moto   |
| 1 | 23 mai     | 1er circuit des Landais                   | Clermont-Ferrand | 3e       | 500 cm³   | AJS    |
| 2 | 25 juillet | 6e circuit national motocycliste de Varen | Varen            | 1er      | 350 cm³   | AJS    |
| 3 | 25 juillet | 6e circuit national motocycliste de Varen | Varen            | 1er      | 500 cm³   | Norton |
| 4 | 25 juillet | 4e circuit motocycliste de Cadours        | Cadours          | 3e       | 500 cm³   | Norton |

### 1955
|   | Date   | Circuit                | Ville            | Position | Catégorie | Moto   |
| 1 | 22 mai | 2e circuit des Landais | Clermont-Ferrand | 3e       | 500 cm³   | Norton |

### 1956
|   | Date    | Circuit                | Ville            | Position | Catégorie | Moto   |
| 1 | 3 juin  | 8e circuit de Moulins  | Moulins          | 7e       | 350 cm³   | Norton |
| 2 | 12 août | Circuit de Nice        | Nice             | 3e       | 500 cm³   | Norton |
| 3 | 26 août | 3e circuit des Landais | Clermont-Ferrand | 4e       | 500 cm³   | Norton |